# Acanthocope armata
Acanthocope armata är en kräftdjursart som beskrevs av Chardy 1972. Acanthocope armata ingår i släktet Acanthocope och familjen Munnopsidae. Inga underarter finns listade i Catalogue of Life.